# Anisographe dissimilis
Anisographe dissimilis är en fjärilsart som beskrevs av W. Warren 1897. Anisographe dissimilis ingår i släktet Anisographe och familjen mätare. Inga underarter finns listade i Catalogue of Life.